# Crveni Krst (KL)
Crveni Krst — niemiecki nazistowski obóz koncentracyjny podczas II wojny światowej, położony w pobliżu serbskiego miasta Niš.
Przez obóz przewinęło się około 30 tysięcy więźniów, a około 12 tysięcy z nich zostało zamordowanych w dzielnicy Bubanj. Dużą część z pozostałych przeniesiono do obozu w Sajmište i innych obozów na terenie Europy. W obozie przetrzymywano głównie serbskich komunistów, partyzantów i ich sympatyków. Wśród ofiar znajdowali się również Romowie i Żydzi.
Obóz działał od 1941 do czasu wyzwolenia przez jugosłowiańskich partyzantów w 1944.
Większość instalacji obozowych zachowała się do naszych czasów. Obecnie na terenie byłego obozu znajduje się muzeum.